# Theogonien
Theogonien (græsk: Θεογονία, Theogonía) er et digt forfattet af den græske digter Hesiod i det 7. århundrede f.Kr..
Ordet theogonia betyder "gudefødsel". Digtet beskriver verdens og gudernes skabelse og de forhistoriske magtkampe mellem guderne. Den første gud var ifølge Hesiod Chaos, det tomme uordnede verdensrum. Herefter fødtes søskendeparret og ægteparret Uranos og Gaia. Deres børn, titanerne, gjorde under anførsel af Kronos oprør mod deres fader. Kronos' børn, de olympiske guder, gjorde senere oprør mod titanerne, hvorved den eksisterende verdensorden (kosmos) blev etableret.
Digtet slutter med en liste over guders børn med mennesker. Det drejer sig muligvis om en senere tilføjelse. Den leder over til et andet hesiodeisk digt, Kvindekataloget, der imidlertid kun kendes fra papyrusfragmenter.
Hesiods digt viser tydelig påvirkning fra mellemøstlige kosmogoniske traditioner.